# Sorghastrum pellitum
Sorghastrum pellitum är en gräsart som först beskrevs av Eduard Hackel, och fick sitt nu gällande namn av Parodi. Sorghastrum pellitum ingår i släktet Sorghastrum och familjen gräs. Inga underarter finns listade i Catalogue of Life.